# Palazzo della Banca d'Italia (Campobasso)
Il palazzo della Banca d'Italia di Campobasso ospita la sede campobassana della Banca d'Italia ed è situato in piazza Gabriele Pepe.

## Descrizione
L'edificio della Banca d'Italia venne inaugurato nel 1925; la sua costruzione comportò l'abbattimento di molte case, compresa quella del Vecchio Dazio.
L'elegante palazzo è a tre piani. La facciata laterale offre una visione architettonica più scenografica: infatti, essendo leggermente arcuata, sembra quasi voler accogliere l'austero monumento a Gabriele Pepe.
All'interno sono conservati preziosi dipinti di artisti molisani tra cui Nicola Biondi, Arnaldo De Lisio e Francesco Paolo Diodati.
I quadri rappresentano gli episodi più importanti della storia molisana: l'ingresso di Ferrante I Gonzaga in Campobasso, la visita di papa Alessandro III.
a Termoli e di papa Celestino V ad Isernia, il riscatto di Campobasso dal dominio feudale, la morte di Amedeo VI di Savoia detto il Conte Verde, la pace fra crociati e trinitari, l'arrivo del re Vittorio Emanuele II a Venafro.